# Golden Masters 1978
Das McEwans Golden Masters 1978, auch McEwans Lager Golden Masters 1978, war ein professionelles Snooker-Einladungsturnier im Rahmen der Saison 1977/78, das im Juni 1978 im nordirischen Newtownards ausgetragen wurde. Sieger der Erstausgabe des Golden Masters wurde in einem rein walisischen Endspiel Doug Mountjoy mit einem Sieg über Ray Reardon, welcher wiederum mit einem 123er-Break das höchste Break des Turnieres, das einzige Century Break des Turnieres und das höchste Break der Turniergeschichte spielte.

## Preisgeld
Als Sponsor des Turnieres fungierte die Brauerei McEwans beziehungsweise deren Marke McEwans Lager. Ausgeschüttet wurden insgesamt 2.000 Pfund Sterling, 750 £ davon an den Sieger.
|           | Preisgeld |
| --------- | --------- |
| Sieger    | 750 £     |
| Finalist  | 550 £     |
| 3. Platz  | 400       |
| 4. Platz  | 300 £     |
| Insgesamt | 2.000 £   |

## Turnierverlauf
Zum Turnier wurden mit Ray Reardon, Dennis Taylor, Doug Mountjoy und Graham Miles vier Spieler aus der Weltspitze eingeladen, die im K.-o.-System mitsamt einem Spiel um den dritten Platz den Turniersieger ermittelten. Das Halbfinale und das Spiel um Platz 3 fanden im Modus Best of 5 Frames statt, das Endspiel im Modus Best of 7 Frames.

|  | Halbfinale Best of 5 Frames       | Halbfinale Best of 5 Frames |               |   | Finale Best of 7 Frames | Finale Best of 7 Frames |
|  |                                   |                             |               |   |                         |                         |
|  | Doug Mountjoy                     | 3                           |               |   |                         |                         |
|  | Dennis Taylor                     | 2                           |               |   |                         |                         |
|  |                                   |                             |               |   |                         |                         |
|  |                                   |                             |               |   |                         |                         |
|  | Doug Mountjoy                     | 4                           |               |   |                         |                         |
|  |                                   | Ray Reardon                 | 2             |   |                         |                         |
|  |                                   |                             |               |   |                         |                         |
|  | Spiel um Platz 3 Best of 5 Frames |                             |               |   |                         |                         |
|  |                                   |                             | Dennis Taylor | 3 |                         |                         |
|  | Ray Reardon                       | 3                           | Graham Miles  | 0 |                         |                         |
|  | Graham Miles                      | 0                           |               |   |                         |                         |

### Finale
Nach einem Schlagabtausch am Anfang der Partie konnte Mountjoy das Spiel unter seine Kontrolle bringen und mit 4:2 den Titel gewinnen.
| Finale: Best of 7 Frames Newtownards, Nordirland, Juni 1978 |                |             |
| Doug Mountjoy                                               | 4:2            | Ray Reardon |
| 41:58, 79:1, 8:79, 70:45, 76:51, 72:31                      |                |             |
| –                                                           | Höchstes Break | –           |
| –                                                           | Century-Breaks | –           |
| –                                                           | 50+-Breaks     | –           |